# Breve storia di lunghi tradimenti (film)
Breve storia di lunghi tradimenti è un film del 2012 diretto da Davide Marengo, basato sull'omonimo romanzo di Tullio Avoledo.

## Distribuzione
Il film è stato presentato in concorso al Noir in Festival di Courmayeur il 13 dicembre 2012 e, dopo una serie di programmazioni in varie rassegne cinematografiche, è uscito in Italia nelle sale il 28 gennaio 2016.